# عملية فينيق الشبح
عملية فينيق الشبح كانت هجومًا واسع النطاق على مستوى البلاد شنّته القوات متعددة الجنسيات في العراق في 8 يناير 2008، بهدف البناء على نجاح عمليتي رعد الشبح وضربة الشبح السابقتين، وتقليل العنف وتأمين سكان العراق، خصوصًا في العاصمة بغداد. شملت العملية عدة عمليات مشتركة بين التحالف والجيش العراقي في شمال العراق، وكذلك في أحياء بغداد الجنوبية.
العملية الشمالية عُرفت باسم حصاد الحديد، وهدفها كان مطاردة نحو 200 متطرف من القاعدة المتبقين في محافظة ديالى بعد انتهاء الهجوم السابق. كما شملت العملية استهداف عناصر المتمردين في محافظتي صلاح الدين ونينوى. العملية الجنوبية عُرفت باسم صاعقة مرن، وركزت على ملاجئ المتمردين في الأحياء الواقعة جنوب شرق بغداد، خصوصًا منطقة عرب جبور.
بالإضافة إلى ذلك، كانت أهداف عملية فينيق الشبح تشمل شبكات السيارات والشاحنات والانتحاريين المتبقية في بغداد، بالإضافة إلى الشبكة المالية لتنظيم القاعدة.

## خلفية
في منتصف أكتوبر 2006، أعلن تنظيم القاعدة إنشاء الدولة الإسلامية في العراق، لتحل محل مجلس شورى المجاهدين وتنظيم القاعدة في العراق.
ووفقًا للجنرال ريموند طوماس أوديرنو، كان هدف العملية توفير الأمن للتسع مدن الكبرى في العراق، مع التركيز على حماية بغداد. بُنيت العملية على نجاح العمليتين الكبيرتين السابقتين، رعد الشبح وضربة الشبح، اللتين أُطلقتا بعد تعزيز القوات الأمريكية في يونيو 2007، من أجل القضاء على ملاجئ المتمردين في أحياء بغداد وتأمين السكان.
قال الجنرال ريموند أوديرنو:
 بالعمل عن كثب مع قوات الأمن العراقية، سنواصل مطاردة القاعدة والمتطرفين الآخرين أينما حاولوا الاحتماء. ستُنسق [فينيق الشبح] بين التأثيرات القاتلة وغير القاتلة لاستغلال المكاسب الأمنية الأخيرة وتعطيل مناطق دعم الإرهابيين وأنظمة قيادة العدو... ستشمل العملية سلسلة من العمليات المشتركة على مستوى الفرق واللواءات بين الجيش العراقي والتحالف لملاحقة وإبطال عناصر القاعدة المتبقية والمتطرفين الآخرين. بالإضافة إلى ذلك، فإن الجوانب غير القاتلة من هذه العملية تهدف إلى تحسين تقديم الخدمات الأساسية، وتطوير الاقتصاد، وتعزيز قدرات الحوكمة المحلية.

### الوحدات العسكرية المشاركة في التحالف

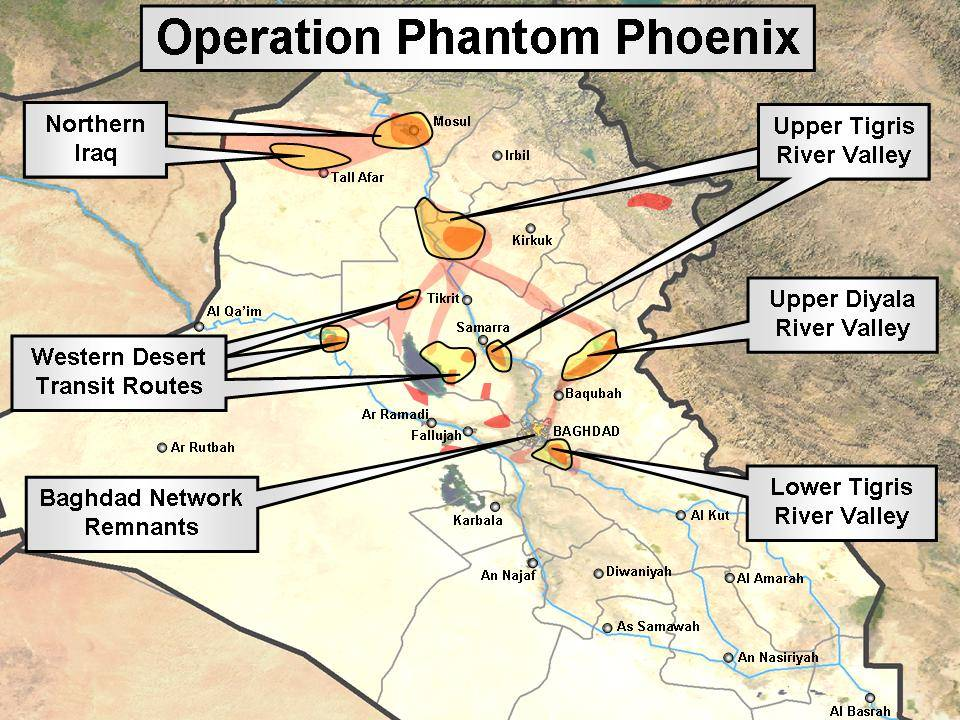
مخطط القوة المتعددة الجنسيات في العراق يوضح تركيز عملية فينيق الشبح

### الفرقة متعددة الجنسيات – الشمال
- لواء 4 سترايكر، فرقة المشاة الثانية – محافظة ديالى.
- الفوج المدرع الثالث – محافظة نينوى.
- اللواء الأول، الفرقة الجبلية العاشرة – محافظة كركوك.
- اللواء الأول، الفرقة 101 المحمولة جوا – محافظة صلاح الدين.

### الفرقة متعددة الجنسيات – المركز
- فرقة المشاة الثالثة – أحياء بغداد الجنوبية.
  - لواء 2، فرقة المشاة الثالثة.
  - اللواء القتالي المدرع الثالث، فرقة المشاة الثالثة.
  - لواء الطيران الثالث.
- اللواء 3، الفرقة 101 المحمولة جوا.
- لواء الحرائق 214.

## التسلسل الزمني للعملية

### عمليات ديالى وصلاح الدين
أطلقت الفرقة متعددة الجنسيات – الشمال في 8 يناير 2008، عملية الحصاد الحديدي ضد عناصر تنظيم القاعدة في العراق بمحافظة ديالى، مع تركيز العمليات في المقدادية. وجاءت العملية امتدادًا لعملية المنجل الحديدي التي بدأت في نوفمبر 2007. تضمنت العملية عمليتين فرعيتين:
عملية غارة الحصاد التي نفذتها اللواء القتالي الرابع من فرقة المشاة الثانية في محافظة ديالى.
عملية محارب الحصاد التي نفذها اللواء القتالي الأول من فرقة الجبل العاشرة في محافظة كركوك (كانت تُعرف سابقًا بمحافظة التأميم).
خلال الشهر الأول، دعم عدد من قوات المارينز الأمريكية اللواء الرابع في ديالى عبر توفير عربات MRAP وقوات برية، ونفذوا مداهمات وعمليات قوافل ودوريات بالتعاون مع قوات العمليات الخاصة الأمريكية.
سبق العملية تعتيم إعلامي شمل حتى الجيش العراقي الجديد، بعد أن تبين أن الجيش كان يستخدم وسائل اتصالات غير مشفرة كالهاتف المحمول والراديو.
بعدها شنّت القوات الأمريكية هجومًا واسعًا لطرد المسلحين السنة من معاقلهم في ديالى وصلاح الدين. ورغم هذه الإجراءات، يُعتقد أن المسلحين حصلوا مسبقًا على معلومات حول العملية وانسحبوا قبل وصول القوات، ربما بسبب تسريبات أو تحركات مرئية للقوات. لكن بعضهم بقي ليشتبك مع التحالف ويؤخر تقدمه.
تقدمت سبع كتائب أمريكية مع وحدات من الجيش العراقي في مساحة 280 كم² شمال وادي نهر ديالى. نُفذت عمليات تضليل في بعقوبة ووجيهية، لكن المخابرات رصدت هروبًا غير اعتيادي للمدنيين جنوبًا قبل بدء العملية. انسحب معظم المقاتلين قبلها بأيام، إلا أن البعض بقي أو عاد لزرع سيارات مفخخة.
خلال أول 24 ساعة من القتال قُتل ما يصل إلى 24 متمردًا وأُسر 10 في ديالى، بينما قُتل ثلاثة جنود أمريكيين وأُصيب اثنان في صلاح الدين بانفجار عبوة ناسفة.
في اليوم الثاني، قُتل ستة جنود أمريكيين وأُصيب أربعة عند انفجار منزل مفخخ أثناء تفتيشه.
في اليوم الثالث، تواصل القتال قرب المقدادية حيث قُتل 8 متمردين في المدينة واثنان آخران في أماكن مختلفة من ديالى.
في اليوم السابع، اندلعت معركة عنيفة في بهرز قُتل فيها 15 متمردًا، كما لقي ثلاثة من الشرطة العراقية واثنان من عناصر مجالس الصحوة مصرعهم إثر انفجار منزل مفخخ أثناء تفتيشه.
في اليوم العاشر، قتلت عبوة ناسفة ثلاثة جنود أمريكيين في صلاح الدين وأصابت اثنين.[بحاجة لمصدر]
في اليوم الثاني عشر، أعلنت القوات الأمريكية والعراقية مقتل 121 متمردًا وأسر 1,023 آخرين منذ بدء العملية، كما نجا محافظ ديالى من محاولة اغتيال إثر تفجير استهدف منزله وأدى إلى مقتل 3 من عناصر الأمن وإصابة اثنين.[بحاجة لمصدر ]
في اليوم السادس عشر، نجحت قوات التحالف في تأمين الطريق الرابط بين بغداد وبعقوبة من العبوات الناسفة. تبيّن لاحقًا أن 41 من القتلى في ديالى ينتمون إلى القاعدة.
في اليوم التاسع عشر، وبمساعدة القوات الخاصة الأمريكية، اعتقلت القوات العراقية قائدًا متشددًا ومموّلًا إرهابيًا في سفوان، كما اعتقلت قائد مجموعة متهمة بتنفيذ هجمات هاون وصواريخ ضد القوات العراقية والتحالف.
حتى 10 فبراير 2008، نفّذت القوات 74 عملية على مستوى الكتائب فأعلى، وألقت القبض على 70 شخصية بارزة، بالإضافة إلى مئات المقاتلين الآخرين. كما عُثر على 430 مخزن أسلحة، و653 عبوة ناسفة، و42 عبوة مخبأة في منازل، و35 سيارة مفخخة، و3 مصانع سيارات مفخخة.
في اليوم 42، داهمت القوات العراقية مدعومة بالطائرات الأمريكية مقرات للمسلحين قرب بحيرة الثرثار شمال بغداد، فقتلت 10 متمردين بينهم قائد محلي واعتقلت 4 آخرين. أما عبد الباسط النيساني، وهو قائد محلي في القاعدة، فقد فجّر نفسه بعد محاصرته.
في 25 مارس، نفذت قوات SAS البريطانية مداهمة ضد خلية لصناعة المتفجرات، أسفرت عن مقتل جندي بريطاني واثنين من المتمردين و9 مدنيين بينهم نساء وأطفال.
في 13 أبريل، اكتشفت قوات التحالف مقبرة جماعية جنوب المقدادية تضم بين 20 و30 جثة مدفونة منذ حوالي ثمانية أشهر.
في 15 أبريل، قُتل 36 شخصًا وأُصيب 66 آخرون في تفجير سيارة مفخخة قرب محكمة بعقوبة. كانت تحتوي على أكثر من 450 كغم من المتفجرات محلية الصنع.
في 17 أبريل، فجّر انتحاري نفسه خلال جنازة في قرية البو محمد قرب طوز خورماتو، ما أدى إلى مقتل 50 شخصًا وإصابة 55 آخرين.

### القتال في نينوى وكركوك
كجزء من عملية فينيق الشبح نُفذت عمليات ضد القاعدة في الموصل، آخر معقل حضري رئيسي لها. بدأ الهجوم في يناير، وقتل 5 جنود أمريكيين في كمين. امتدت العمليات لتلعفر وكركوك وصحراء الجزيرة. وبحلول أبريل، أحرز التحالف تقدمًا طفيفًا، لكن تقارير الاستخبارات أشارت إلى إعادة تجميع القاعدة وإرسال انتحاريين إلى بغداد.
شُنّت عملية زئير الأسد في مايو، التي اعتقلت 1480 مسلحًا، بينهم 300 مطلوب. انتهت بنهاية مايو وأُعلنت نينوى وكركوك مؤمنتين. لكن في بداية يونيو شن المسلحون موجة تفجيرات انتحارية أوقعت عشرات القتلى بينهم عناصر أمن، وأُصيب 24 جنديًا أمريكيًا في هجمات متفرقة. وبنهاية الشهر كانت مكاسب العملية قد انهارت وعاد المسلحون للموصل.

### جنوب العراق
أُطلقت عملية مارن صاعقة البرق في 8 يناير، بقيادة فرقة العمليات متعددة الجنسيات-الوسط، وكانت أكبر عملية تنفذها فرقة المشاة الثالثة حتى ذلك الوقت، وهدفها القضاء على ملاذات القاعدة في عرب جبور.

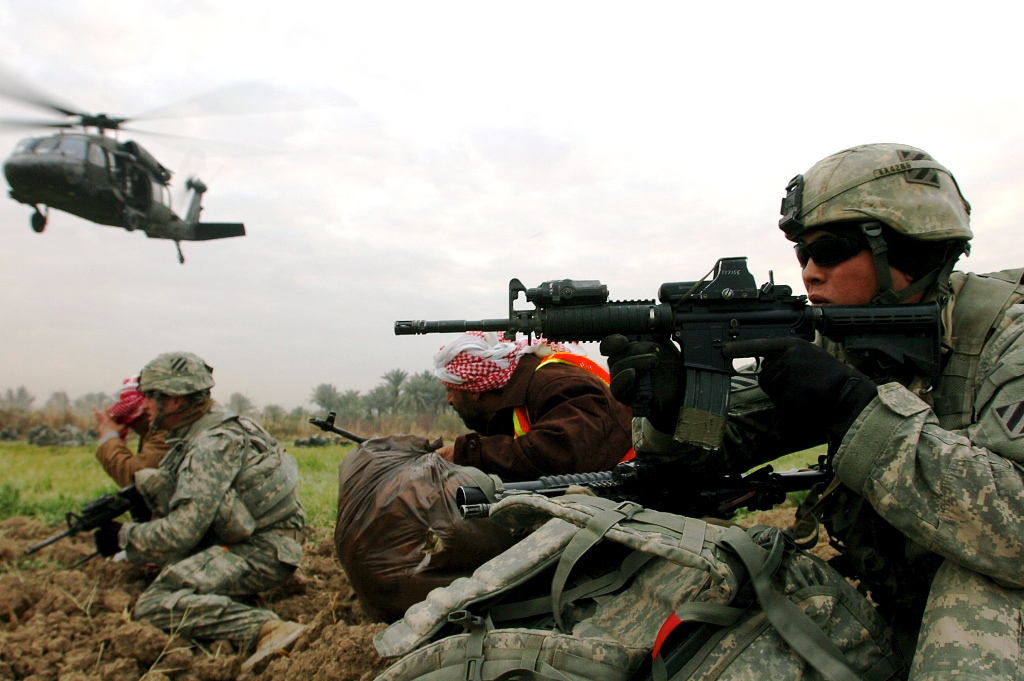
جنود أميركيون ورجال عشائر سنية يتفقدون حقل مزرعة في جنوب عرب جبور بحثاً عن أي نشاط للعدو، في أعقاب هجوم جوي ضمن عملية براوننج، 20 يناير 2008.

في اليوم الثالث من الهجوم، شنت طائرات بي-1 وأربع مقاتلات إف-16 غارات جوية مكثفة على عرب جبور، أسقطت خلالها 47 قنبلة بلغ مجموعها 18,100 كغم على 40 هدفًا ضمّت مخابئ أسلحة وأنفاق وعبوات قوية.
في اليوم الرابع عشر، شنت الطائرات الأمريكية غارة ثالثة على عرب الجبور، أسقطت خلالها 35 قنبلة بوزن إجمالي 9,000 كغم على أكثر من 30 هدفًا. وبحلول منتصف فبراير، كانت ثلاثة هجمات جوية قد دمرت ما يقرب من 100 هدف بـ 44,500 كغم من القنابل.
في 15 فبراير، تحولت العملية إلى مارن الضربة الكبرى، حيث أُنشئ موقع قتالي جديد في سلمان باك، إضافة إلى مركز حكومي، كما قُدمت منح مالية لإعادة بناء الأسواق.
في 15 مارس، أُطلقت عملية مارن الوعرة لتأمين ممرات نهر دجلة جنوب شرق عرب جبور وسلمان باك.
في 10 أبريل، عثرت القوات العراقية على مقبرة جماعية تضم 33 جثة في المحمودية، وهي الأولى في منطقة عمليات فرقة العمليات متعددة الجنسيات-الوسط منذ الزيادة عام 2007.

### نهاية العملية
استمرت العمليات القتالية حتى أواخر يوليو، وتكبّد الطرفان خسائر كبيرة. قُتل أكثر من 60 جنديًا من التحالف، بينما تجاوز عدد قتلى قوات الأمن العراقية ومجالس الصحوة 770 قتيلًا، إضافة إلى عشرات المفقودين والأسرى. أما المتمردون فقد خسروا نحو 900 قتيل واعتُقل أكثر من 2,500. أُعلن أن ديالى أصبحت شبه خالية من المتمردين. وفي 29 يوليو، أطلق الجيش العراقي هجومًا خاصًا به في ديالى استمر أسبوعين بهدف تثبيت الأمن.
لكن في الشمال بقي الوضع مختلفًا، حيث استعادت الجماعات المسلحة مواقعها في نينوى وكركوك، وظلّت الموصل المعقل الأخير للقاعدة، ولم تتمكن قوات الأمن من السيطرة عليها بحلول نهاية عملية فينيق الشبح.